# すべり芸
すべり芸（すべりげい）とは、一発ギャグやトークが受けず、その場を微妙な空気にする芸のこと。すべり芸を多用する芸人は、すべり芸人と呼ばれる。
代表的な芸人としては、村上ショージが挙げられる。

## 解説
人がすべるという状況は普通なら興ざめした雰囲気を作り出すが、しかし決して笑いが起きないわけではなく、静まり返った後に苦笑することがあり、またその呆れた光景を傍で見ている人が笑う、といったことも起こる。そのような笑いを多く取る芸をすべり芸と呼ぶ。
かつては「すべる」ことは、芸人として最低であるという評価を意味するダメ芸人の烙印であった。そのためある程度名を成した芸人や落語家が漫談や地噺・時に「つかみ」（何らかのパフォーマンスによる客の関心を引く）の中で、意外性の演出も期待してか時々行うことはあったが、積極的にすべり芸を行うことは少なかった。ところが、2000年代後半になってすべり芸人は多くのバラエティ番組から呼ばれるようになった。『人志松本の○○な話』、『雨上がり決死隊のトーク番組アメトーーク!』、『踊る!さんま御殿!!』では必ず1人以上はこのタイプの芸人が配置されている。『あらびき団』に至ってはすべり芸のための番組とも評される。
バラエティでは“ツッコむ方”と“ツッコまれる方”というバランスを考えてキャスティングする。“ツッコむ方”の代表的な人物は島田紳助、ダウンタウン、今田耕司、東野幸治、雨上がり決死隊、くりぃむしちゅー、千原ジュニア、加藤浩次、陣内智則、土田晃之、有吉弘行、おぎやはぎなどがおり、そして“ツッコまれる方”の最端にあるのがすべり芸人である。グループショットで展開するのが主流のバラエティにおいて、全体を引っ張る存在の今田や東野が受け皿となったことで、すべってもツッコまれることによって笑いに繋げることができる。「たとえすべっていても、それで場が盛り上がれば番組としては大成功」という考えが番組制作側にはあるため、すべることによって結果的に番組全体が盛り上がればその芸人の評価が上がることとなり、次の起用につながるという好循環が生まれている。
こうした芸風に対して明石家さんまは、「すべり芸なんてないからな。誰でもこの業界に入った人は（相手を）爆笑させようとしてるから」と、否定している。しかしさんまは、すべり芸の第一人者と言われている村上ショージを見いだした人物であり、現在でも自身の番組において重用している。
また岡田圭右は、すべり芸というものの存在を認め、また芸人の中にそういった芸風の人々がいることも認めながら、「僕は面白いと思って言ってる」と発言している。
萩本欽一は、すべり芸を認めつつも、「すべり芸で素人に勝る物はなし」と語っている。これに対して、弟子筋に当たる小堺一機は、ただすべるのとすべり芸は違うとし、本当のすべり芸として村上ショージの名を上げ、実に奥が深い物と語っている。

## 参考資料
- 『日経エンタテインメント!』「「スベる」が「モテる」になったワケ」日経BP社、2009年7月号。